# Свети Петър (светилище)
Вижте пояснителната страница за други значения на Свети Петър.
Мегалитното светилище на връх Св. Петър е разположено в южния дял на Ерулската планина и се намира на 2 km. югоизточно от село Долна Секирна (Област Перник).

## Откритие
Светилището е регистрирано още от българския археолог Иван Велков през 1940-те години. През 1970-те култовото предназначение на мястото е потвърдено от теренните проучвания на проф.Димитрина Митова-Джонова.

## Описание
Скалният връх Свети Петър е ограден от крепостна стена с приблизителна дебелина 2 m без хоросанова спойка, която има кръгъл неправилен план с максимална ширина около 100 m. Днес стените са обрасли с храсти и треви и се очертават на терена като лек вал. Въз основа на местоположението и археологическите метериали открити от археолозите на това място, архитектурното съоръжение на връх Св.Петър дават основание древният градеж да бъде разглеждан като култово, отколкото като фортификационно съоръжение от средата на I хил. пр. Хр. и да бъде свързано с култа към Слънцето. Днешният оброк Св.Петър от тази местност е далечна реминисценция на праисторическото езическо светилище.

## Археологическо проучване
Скалното светилище е проучено археологически от екип на Районен исторически музей Перник, ръководен от българския археолог д-р Филип Михайлов. През сезони 2006 г. и 2007 г. научният екип залага сондажи с обща площ 152 m², като всички те са проучени до скала.

### Датиране
Екипът на д-р Михайлов успява да уточни датировката, стратиграфията, характерът и донякъде планировката на обекта. Обектът е бил място за изпълнение на различни ритуали от втората фаза на ранната Желязна епоха (VII – VI век пр. Хр.) до края на Римската епоха.
Археолозите разделят обекта (според геоморфологичните особености на терена) на две части – „северна тераса“ и „северен склон“. Използването на терасата е било много по-интензивно, като свидетелство за това е богатият археологически материал открит там. В разположената до нея наклонена част от склона керамичните фрагменти и метални накити се откриват на малки площадки, вероятно целенасочено подравнявани. В разположената до нея наклонена част от склона керамичните фрагменти и метални накити се откриват на малки площадки, вероятно изкуствено подравнявани. Общото и за двете части е отличната видимост към тях, сравнително еднаквият материал (датиран към ранната желязна епоха) и сходният начин на депонирането му. Тъй като обектът е разкопаван активно от иманяри, за археолозите е трудно да направят категорични заключения за депонирането на находките. При по-запазените структури археологическият материал е откриван върху самите скали или в горната част на естествените кари, шупли и цепки. На места се наблюдават случаи на изкуствено оформени скални шупли – материалите са депонирани под един или няколко камъка, привидно част от материковата скала. В по-редки случаи (установено от археологическия екип при материали от Римската епоха) са били ползвани и долните части на карите или ерозиралата скала е била умишлено издълбавана.
Проучените керамични струпвания от ранната Желязна епоха са били открити директно върху материковите скали и камъните до тях. Археолозите не са установили никакво планиране при тези керамични струпвания. Голямо е количеството на откритата керамика, като най-многобройни са фрагментите с богата щемпелувана украса. Интересна особеност за археолозите е депонирането на части от един и същ съд на няколко места, но поради иманярските инвазии на върха е трудно да бъде възстановен ритуалът, при който съдът е бил разчупван и впоследствие частите му са били депонирани на различните места.
Украсата по намерените фрагменти от керамика на връх Св.Петър е характерна за т.нар. стил „Басараби“, който е много популярен във втората фаза на ранната Желязна епоха и е бил разпространен на доста голяма територия. Най-близки паралели археолозите правят с находки открити на Пернишката крепост, както и с отделни находки без археологически контекст от селата Негованци и Гърло, град Трън, Пиротско (Сърбия), Кумановско (Северна Македония) и др.
Според д-р Михайлов, като комплекс култовият обект има най-близки паралели със светилищата от долината на Горна Пчиня. Според него сходствата са както при материала, така и в геоморфологическо отношение – топография, природни ресурси и тип обект (това са върховете Пелинце и Кокино, които представляват два големи и доста сложни обекти, чийто район както този на връх Св.Петър е богат на руди и изворни води, имат отлична видимост и изявена скална част. На върха в местността Татичев камък над село Кокино (Северна Македония) е проучена поредица от скални тронове, каквито се забелязват и в непроучената най-висока част на връх Свети Петър.)
Характерна особеност на този обект е почти пълното отсъствие на животински кости, което е възможно да се обясни с алкалния характер на почвата, но едва ли може да бъде обяснено само с него. По време на проучванията са намерени въгленчета – често регистрирани налични в скалните кари и кухини, без контекст или само с няколко керамични фрагмента.
Интересно от научна гледна точка е отсъствието на обособени сакрални пространства – характерни за скалните светилища – оградена площ, олтари или постройка за изпълнение на ритуали. Всичко това, както и липсата на животински кости е предпоставка за д-р Михайлов да определи обекта като „култово място“, като това определение служи за „работна хипотеза“ в един начален етап на проучване на обекта.

### Ритуални практики
Сакралното значение на връх Свети Петър сред местното население от селата Горна и Долна Секирна е запазено и до днес. На най-високата точка на скалата в близкото минало са правени курбани на Гергьовден. Значението на върха и скалата в ритуалните практики е запазено до толкова, че макар и обредното угощение да се извършва в селото, обредното животно (агне) винаги е принасяно в жертва на скалите на върха върху скална кухина.
Обредът е документиран както от Иван Велков в миналото, така и от д-р Филип Михайлов по време на археологическото проучване през 2006 г. Според последните интервюта на жители на Долна Секирна, това е бил курбанът на жителите на най-старата махала на селото наречена Пейни – разположена непосредствено под върха. Свързаните подробности с курбана се знаят само все още от жителите на тази махала, който е и събор за жителите на Пейни и е на различна дата от общия събор за Долна Секирна, който е в деня на Света Богородица. Сведенията публикувани от Иван Велков са потвърдени и от д-р Михайлов, за това че, обредното угощение и клането на животното са се провеждали на върха, но на две съседни места. Жертвеното животно е заколвано винаги над една кухина в скалата, от която в тихо време можело да се чуе бучене – вероятно от подземна река, чийто извор е каптиран в подножието на върха в местността Клокотало. Мястото е унищожено от огромен иманярски изкоп. Провеждането на курбана замира след 2001 г., а махалата Пейни е обезлюдена, но жителите на Долна Секирна все още помнят ритуала.
На едно младо дъбово дърво, поникнало в горната част на най-високите скали на западния ръб на терасата в началото на 2000 г. е поставена икона на Света Богородица (патрон на селото), която е сраснала с дървото. Скалата с дървото „гледа“ към връх Големи връ, за който също се пази спомен, че е играел важна роля в практикуваните обредни практики в селото. Според д-р Михайлов, вероятно върховете Св.Петър, Големи връ и Любаш са представлявали група от свързани по между си култови обекти с визуална връзка по между си. Голямата територия на обекта при връх Св.Петър и изложението му, според Михайлов позволява да се допусне, че той е играел важна роля в религиозния живот на древните обитатели на региона.